# Batalha de Gásni (1148)
A Batalha de Gásni de 1148 foi travada entre o emir gasnévida Barã Xá (r. 1148–1148) e as forças do sultão gúrida Ceifadim Suri (r. 1146–1149). O sultão derrotou Barã Xá e tomou a cidade enquanto Barã Xá fugiu à Índia. Apesar disso, Barã Xá voltou no ano seguinte, derrotando e matando Ceifadim Suri e retomando Gásni.